# Helena Ryšánková

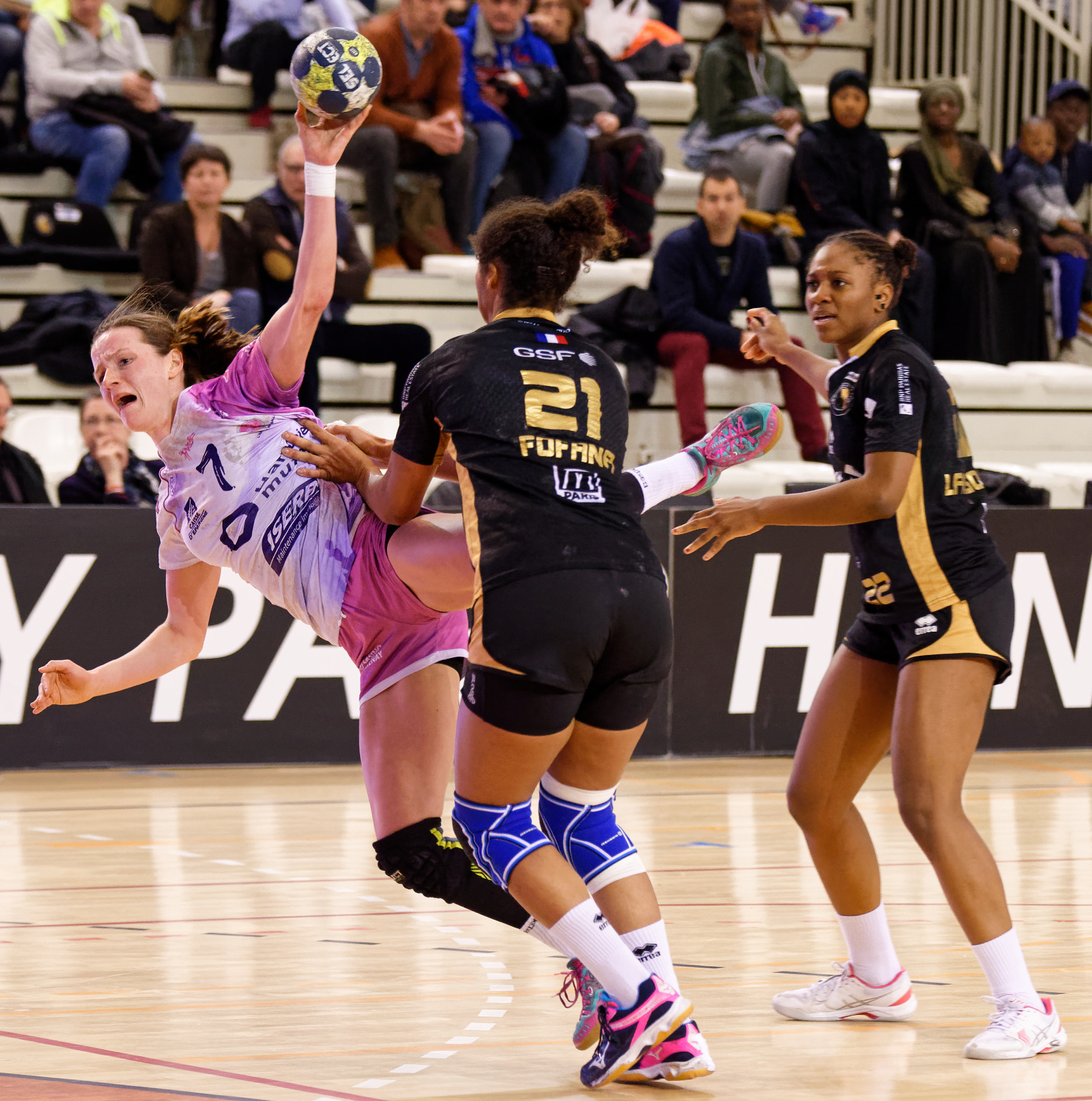
Rencontre entre Issy Paris Hand et Dijon.A Issy Les Moulineaux, le 25 février 2018.

Helena Ryšánková, née le 19 novembre 1992 à Prague, est une joueuse internationale  tchèque de handball, évoluant au poste d'arrière droite.

## Carrière
En 2017, elle rejoint le Cercle Dijon Bourgogne.

## Palmarès

### En club
compétitions internationales
- vainqueur de la coupe Challenge en 2013 (avec DHK Banik Most)

compétitions nationales
- championne de République tchèque en 2013, 2014 et 2015 (avec DHK Banik Most)